# James Blake (tenisista)
James Riley Blake (ur. 28 grudnia 1979 w Yonkers) – amerykański tenisista specjalizujący się w grze na nawierzchni twardej, olimpijczyk.
Jako tenisista zawodowy startował od 1999 roku, a rok później, po wygraniu dwóch turniejów niższej rangi, z cyklu ATP Challenger Tour, uzyskał tytuł „debiutanta sezonu”. Ostatni mecz w karierze w grze pojedynczej zagrał dnia 28 sierpnia 2013 roku w spotkaniu I rundy podczas US Open, gdzie przegrał z Ivo Karloviciem 7:6(2), 6:3, 4:6, 6:7(2), 6:7(2).
W całej karierze wygrał 17 turniejów (10 singlowych i 7 deblowych). Pierwsze zwycięstwo w grze pojedynczej odniósł w 2002 roku w Waszyngtonie, a ostatnie w 2007 roku w New Haven.
W latach 2001–2009 reprezentował swój kraj w Pucharze Davisa. W sezonie 2007 zdobył z zespołem tytuł pokonując w finale Rosję. W Pucharze Hopmana zwyciężył dwukrotnie, najpierw w 2003 roku z Sereną Williams, a rok później z Lindsay Davenport.
Jego pierwszym trenerem został Brian Barker, który współpracował z nim do października roku 2009, a zastąpił go Kelly Jones.

## Kariera tenisowa

### Lata juniorskie
Najlepszym wynikiem juniorskim Amerykanina jest finał Mistrzostw Stanów (USTA National Closed Championships) z sierpnia 1997 roku. W meczu finałowym przegrał z Peruwiańczykiem Rodolfo Rake 0:6, 6:4, 4:6. W deblu jest ćwierćfinalistą US Open z 1997 roku. Wspólnie z Brianem Vahalym przegrali spotkanie o półfinał z Australijczykami Lleytonem Hewittem i Nathanem Healeyem.
Łącznie w singlu rozegrał 15 meczów, z których 9 wygrał, z kolei w deblu zagrał w 9 pojedynkach zwyciężając 5 razy. Najwyżej w juniorskiej klasyfikacji singlowej był na 92. miejscu (31 grudnia 1997), natomiast w zestawieniu deblistów na 231. pozycji (31 grudnia 1997).

### Sezony 1999–2001
Amerykanin rozpoczął występy w gronie zawodowców w czerwcu 1998 roku, jednak licencję profesjonalisty otrzymał w roku 1999. Na początku roku 1999 wygrał turniej rangi ITF Futures w Orlando (futures F1). Pod koniec czerwca zwyciężył w Kanadzie (F2). W sierpniu zadebiutował w wielkoszlemowym US Open, otrzymując od organizatorów tzw. dziką kartę. W pojedynku I rundy uległ 2:6, 2:6, 1:6 rodakowi Chrisowi Woodruffowi. W listopadzie wygrał dwa turnieje ITF Futures' – (F19) w Haines City oraz (F20) w Clearwater.
Od roku 2000 zaczął regularnie startować w turniejach z serii ATP Challenger Tour, odnosząc triumf we wrześniu w Houston i w połowie listopada w Rancho Mirage.
W roku 2001 Blake doszedł w styczniu do finału imprezy ATP Challenger Tour w Waikoloii, przegrywając w decydującym meczu z Andym Roddickiem. Następnie, w maju, osiągnął finał rozgrywek w Birmingham. Pojedynek finałowy przegrał z Gruzinem Iraklim Labadze. W lipcu tegoż roku awansował po raz pierwszy w karierze do półfinału w turnieju rangi ATP World Tour, na trawiastych kortach w Newport. Mecz o finał przegrał z Brytyjczykiem Martinem Lee. Na początku sierpnia, podczas amerykańskiego US Open Series, Blake doszedł do III rundy turnieju rangi ATP Masters Series w Cincinnati. Otrzymawszy do US Open dziką kartę dotarł do II rundy, pokonując najpierw w trzech setach Davida Sáncheza. Spotkanie o III fazę zawodów przegrał z późniejszym triumfatorem całego turnieju, Lleytonem Hewittem. Na początku października uzyskał półfinał turnieju ATP World Tour w Tokio, eliminując m.in. Marcelo Ríosa; przegrał z Hewittem. Pod koniec tego samego miesiąca Amerykanin osiągnął finał turnieju kategorii ATP Challenger Tour w Houston, jednak w finale nie sprostał Vince’owi Spadei. W połowie listopada wygrał rozgrywki tej samej rangi w Knoxville.
Dnia 13 sierpnia 2001 roku Blake po raz pierwszy został sklasyfikowany w czołowej setce rankingu światowego – sezon ukończył na 73. miejscu.

### Sezon 2002
Sezon Blake zainaugurował od występu w Australian Open awansując do II rundy. Pokonał 5:7, 7:6(6), 6:3, 6:2 Hiszpana Àlexa Corretję, a przegrał w pięciu setach ze Stefanem Koubkiem. Pod koniec stycznia zwyciężył w Waikoloii, turnieju z cyklu ATP Challenger Tour. W lutym po raz pierwszy w swojej karierze awansował do finału imprezy ATP World Tour, w Memphis. Pokonał m.in. będącego wówczas na 5. miejscu w rankingu ATP Tommy’ego Haasa i Jana-Michaela Gambilla. W meczu o tytuł przegrał 4:6, 6:3, 5:7 z Andym Roddickiem. W kolejnym turnieju, rozgrywanym w San José, Blake osiągnął ćwierćfinał ponownie przegrywając z Roddickiem.
W marcu, podczas amerykańskich turniejów ATP Masters Series, odpadł w I rundzie w Indian Wells (porażka z Gambillem) oraz doszedł do IV rundy imprezy w Miami (porażka z Hewittem).
Na kortach ziemnych Blake osiągnął najpierw ćwierćfinał turnieju w Houston, przegrywając z Roddickiem. Podczas zawodów w Monte Carlo, Rzymie i Hamburgu odpadł odpowiednio w I rundzie, ćwierćfinale i ponownie na I etapie. Tegoż roku zadebiutował w wielkoszlemowym Rolandzie Garrosie, dochodząc do II rundy.
Podczas turniejów rozgrywanych na nawierzchni trawiastej awansował do II rundy Wimbledonu, eliminując Mariano Zabaletę, a przegrywając z Richardem Krajicekiem oraz osiągnął finał rozgrywek w Newport, ostatecznie przegrywając w decydującym meczu z Taylorem Dentem 1:6, 6:4, 4:6.
W cyklu turniejów wchodzących w skład US Open Series Amerykanin osiągnął w grze pojedynczej II rundę w Toronto i Cincinnati, z kolei w grze podwójnej wygrał wspólnie z Toddem Martinem w Cincinnati, pokonując w finale wynikiem 7:5, 6:3 parę Mahesh Bhupathi-Maks Mirny. W połowie sierpnia Blake wygrał swój pierwszy singlowy tytuł rangi ATP World Tour, w Waszyngtonie, pokonując w drodze po tytuł odpowiednio: Olega Ogorodova, Guillermo Corię, Àlexa Corretję, Andre Agassiego, a w finale rezultatem 1:6, 7:6(5), 6:4 Paradorna Srichaphana. Na US Open Amerykanin został pokonany w III rundzie przez Lleytona Hewitta. W październiku doszedł do ćwierćfinału w Wiedniu, ulegając Carlosowi Moyi.
Rok 2002 Blake zakończył 28. miejscu w rankingu oraz z jednym wygranym turniejem (w Waszyngtonie).

### Sezon 2003
Swój czwarty zawodowy sezon Blake rozpoczął od porażki w I rundzie z Carlosem Moyą w Sydney. Następnie awansował do IV rundy Australian Open, przegrywając z późniejszym finalistą imprezy, Niemcem Rainerem Schüttlerem. W lutym osiągnął półfinał w San Josè, w którym nie sprostał Andre Agassiemu.
Na początku marca uzyskał ćwierćfinał singla w Scottsdale, przegrywając mecz o dalszą fazę z Mariano Zabaletą. W grze podwójnej odniósł swój drugi w karierze końcowy triumf pokonując w finale Australijczyków Marka Philippoussisa i Lleytona Hewitta 6:4, 6:7(2), 7:6(5). Partnerem deblowym Blake’a był Mark Merklein. W Indian Wells Blake doszedł do ćwierćfinału, pokonując m.in. Moyę; przegrał z Gustavo Kuertenem. Następne zawody ATP Masters Series, rozgrywane w Miami, zakończył w III etapie po porażce z Robbym Gineprim.
Okres gry na nawierzchni ziemnej Amerykanin rozpoczął od turnieju w Monte Carlo, gdzie odpadł w I rundzie. W Houston powtórzył wynik z ubiegłego roku awansując do ćwierćfinału. W Rzymie i Hamburgu przegrywał w I rundach. Drugi wielkoszlemowy turniej, Roland Garros, rozpoczął od zwycięstwa nad Taylorem Dentem. W dalszej fazie nie sprostał Ivanowi Ljubičiciowi przegrywając w czterech setach.
Na trawiastych kortach Wimbledonu Blake odpadał w II rundzie, po porażce w trzech setach z Sarkisem Sarksianem.
Broniący tytułu wywalczonego w 2002 roku Blake doszedł do ćwierćfinału w Waszyngtonie, przegrywając z Agassim. W Montrealu i Cincinnati odpadał z rywalizacji w II i III rundzie. Swój pierwszy w sezonie finał zagrał w Long Island, eliminując m.in. Tommy’ego Robredo. Mecz o tytuł przegrał z Paradornem Srichaphanem 2:6, 4:6. Start na US Open zakończył na III rundzie po porażce z będącym na drugim miejscu w rankingu ATP Rogerem Federerem.
Na koniec roku James Blake został sklasyfikowany jako 37. zawodnik na świecie.

### Sezon 2004
Nowy sezon Amerykanin zaczął od IV rundy w Melbourne, przegrywając w meczu o ćwierćfinał z późniejszym finalistą imprezy, Maratem Safinem. W lutym wygrał deblowe rozgrywki w San José, partnerując Mardy’emu Fishowi. W finale odniósł zwycięstwo nad duetem Rick Leach-Brian MacPhie 6:2, 7:5.
Na początku marca Amerykanin uzyskał ćwierćfinał zawodów w Scottsdale, przegrywając z Vince’em Spadeą. Podczas turnieju w Indian Wells po raz drugi z rzędu doszedł do ćwierćfinału, wygrywając m.in. z Robbym Gineprim; przegrał z Iraklim Labadze. W Miami został wyeliminowany rozgrywek w I rundzie przez Vinca Spadeę.
W połowie kwietnia, na ziemnych kortach w Houston, Blake po raz trzeci osiągnął ćwierćfinał singla, natomiast w grze podwójnej razem z Fishem wygrał drugi w sezonie turniej, ponownie pokonując ten sam debel – Rick Leach i Brian MacPhie. W Monachium odniósł trzeci w sezonie deblowy triumf, zwyciężając tym razem wspólnie z Markiem Merkleinem w finale z parą Julian Knowle-Nenad Zimonjić 6:2, 6:4.
Na początku maja Amerykanin doznał kontuzji szyi, podczas treningu do turnieju w Rzymie, co uniemożliwiło zawodnikowi start w Rolandzie Garrosie i Wimbledonie. Blake przeżył również śmierć ojca (po chorobie nowotworowej).
Do gry powrócił na turniej w Newport, po blisko dwumiesięcznej przerwie. Amerykanin odpadł z rozgrywek w II rundzie po przegranym pojedynku z Alexem Bogomolovem Jr. Z imprezy w Waszyngtonie odpadł w I rundzie. Blake również nie wystąpił w US Open. Ostatni turniej jaki rozegrał w sezonie miał miejsce w połowie września w Delray Beach, jednak odpadł z rywalizacji w II rundzie.
W klasyfikacji na koniec sezonu nazwisko tenisisty widniało na 97. miejscu w rankingu.

### Sezon 2005
Kolejny okres w swojej karierze Blake rozpoczął od startu Australian Open, gdzie po pokonaniu Floriana Mayera przegrał z Lleytonem Hewittem. Pod koniec lutego awansował do ćwierćfinału w Scottsdale, lecz został pokonany przez Vinca Spadeę.
Z turnieju w Indian Wells Amerykanin został wyeliminowany w III rundzie przez Fernando Gonzáleza, z kolei w Miami odpadał II rundzie, pokonany przez Carlosa Moyę.
W Houston Blake doszedł do ćwierćfinału, w którym przegrał z Ekwadorczykiem Nicolásem Lapenttim. W maju nie wziął udziału w turniejach rangi ATP Masters Series rozgrywanych na kortach ziemnych, lecz zagrał w Tunice Resorts i Forest Hills, zawodach kategorii ATP Challenger Tour. Obie imprezy zakończyły się zwycięstwem Blake’a. W wielkoszlemowym Rolanddzie Garrosie doszedł do II rundy, gdzie przegrał ze Stanislasem Wawrinką mimo prowadzenia w setach 2:0. Ostateczny wynik meczu to 6:7(9), 5:7, 6:1, 6:3, 6:4 dla Wawrinki.
Miesiąc gry na kortach trawiastych Blake rozpoczął od startu w Queen’s Clubie, osiągając III rundę, w której uległ Francuzowi Sébastienowi Grosjeanowi. W Wimbledonie nie sprostał w I rundzie Czechowi Janowi Hernychowi, przegrywając 6:1, 4:6, 6:7(6), 6:7(4).
Podczas US Open Series Blake dotarł do finału imprezy w Waszyngtonie, eliminując po drodze m.in. Czechów Radka Štěpánka i Tomáša Berdycha. Mecz o tytuł przegrał z Andym Roddickiem 5:7, 3:6. Następnie Blake zrezygnował ze startu w Montrealu, ale powrócił do gry na turniej w Cincinnati, gdzie przegrał w I fazie z Rogerem Federerem. Swój drugi turniej ATP World Tour wygrał w New Haven, turnieju który bezpośrednio poprzedzał wielkoszlemowy US Open. Blake w drodze po tytuł pokonał m.in. Tommy’ego Haasa, a w finale wynikiem 3:6, 7:5, 6:1 Feliciano Lópeza. Na kortach Flushing Meadows dotarł do ćwierćfinału imprezy wchodzącej w skład wielkiego szlema. Amerykanin pokonał wówczas m.in. wicelidera rankingu singlistów Hiszpana Rafaela Nadala. W meczu o półfinał uległ Andre Agassiemu po pięciosetowym pojedynku 6:3, 6:3, 3:6, 3:6, 6:7(6). Rozgrywki w stolicy Szwecji, w Sztokholmie, Amerykanin również zakończył zwycięstwem. W meczu o mistrzostwo pokonał Paradorna Srichaphana 6:1, 7:6(6). Był to już trzeci finał pomiędzy tymi zawodnikami a drugi zakończony wygraną Blake’a.

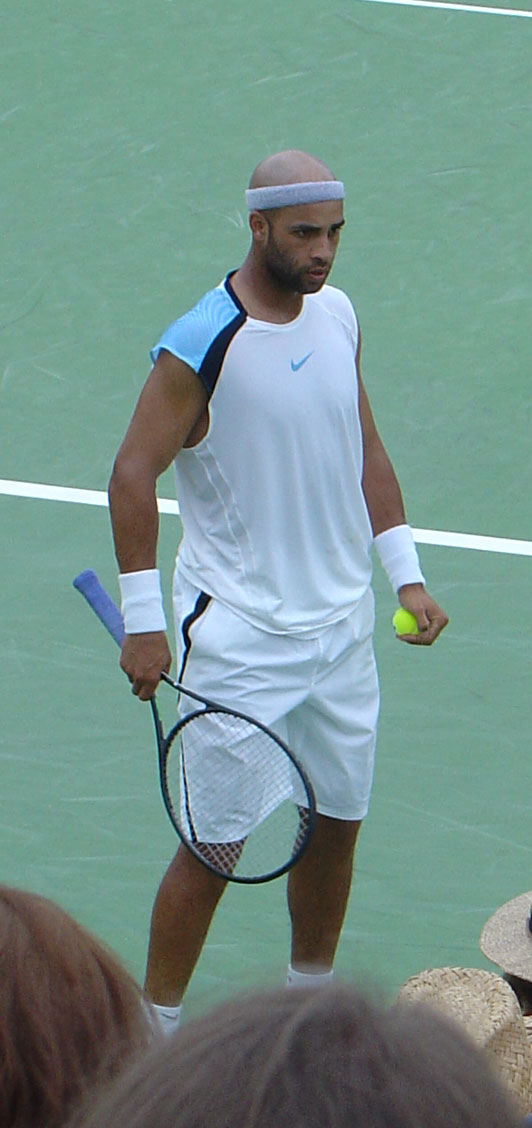
Blake podczas US Open, 2006

Na koniec roku Amerykanin został sklasyfikowany na 23. pozycji w światowym rankingu.

### Sezon 2006
Rok 2006 Blake zaczął od triumfu w Sydney. W drodze po mistrzowski tytuł pokonał m.in. szóstego w klasyfikacji ATP Nikołaja Dawydienkę. W spotkaniu finałowym zwyciężył z Igorem Andriejewem w stosunku 6:2, 3:6, 7:6(3). Wielkoszlemowy Australian Open ukończył na III rundzie, przegrywając w trzech setach z Tommym Robredo. W lutym doszedł do finału debla w Memphis. Razem z Mardym Fishem przegrali decydujący pojedynek z parą Chris Haggard-Ivo Karlović 6:0, 5:7, 5-10. Rozgrywki singlowe w Las Vegas Amerykanin zakończył swoim kolejnym triumfem. W finale odniósł swoje pierwsze zwycięstwo nad Lleytonem Hewittem, a pokonał go 7:5, 2:6, 6:3.
W marcu Amerykanin awansował po raz pierwszy w karierze do finału singla rozgrywek ATP Masters Series (w 2002 doszedł do finału debla w Cincinnati). Ten pierwszy finał Blake’a miał miejsce w Indian Wells, gdzie pokonał m.in. Tommy’ego Robredo i Rafaela Nadala. W meczu o tytuł przegrał z Rogerem Federerem 5:7, 3:6, 0:6. W Miami dotarł do ćwierćfinału, gdzie w meczu o półfinał ponownie zagrał z Federerem, z którym po raz kolejny przegrał.
Podczas sezonu na kortach ziemnych, w Rzymie Blake odpadł z rywalizacji w I rundzie, natomiast w Hamburgu w III fazie turnieju. W Rolandzie Garrosie Blake po pokonaniu Paradorna Srichaphana i Nicolása Almagro przegrał w pięciu setach z Gaëlem Monfilsem.
Okres gry na kortach trawiastych Amerykanin rozpoczął od awansu do finału w Queen’s Clubie, eliminując po drodze m.in. Gaëla Monfilsa i Andy’ego Roddicka. W finale nie sprostał Hewittowi, z którym przegrał 4:6, 4:6. Trzeci wielkoszlemowy turniej, Wimbledon, Blake zakończył na III rundzie, po porażce z Maksem Mirnym.
Cykl turniejów tworzących US Open Series Blake rozpoczął od zwycięstwa w Indianapolis, gdzie w finale pokonał Roddicka 4:6, 6:4, 7:6(5). W Toronto i Cincinnati Amerykanin odpadał w II rundach. W US Open osiągnął po raz drugi z rzędu ćwierćfinał, wygrywając wcześniej m.in. z Robredo. Mecz o półfinał przegrał z Rogerem Federerem 6:7(7), 0:6, 7:6(9), 4:6.
W końcowej fazie sezonu Blake wygrał pod koniec września w Bangkoku, zwyciężając w finale trzeciego w rankingu Ivana Ljubičicia 6:3, 6:1. Kolejny triumf Amerykanin odniósł w Sztokholmie, pokonując w finale 6:4, 6:2 Jarkko Nieminena. Na koniec roku wystąpił w turnieju Tennis Masters Cup, rozgrywanym w Szanghaju. W fazie grupowej Blake pokonał Rafaela Nadala, Nikołaja Dawydienkę i Tommy’ego Robredo. W półfinale wygrał pojedynek z Davidem Nalbandianem, a w finale zmierzył się z Rogerem Federerem. Szwajcar pokonał Amerykanina 6:0, 6:3, 6:4.
Rok 2006 Blake ukończył jako czwarty zawodnik na świecie z pięcioma wygranymi turniejami.

### Sezon 2007

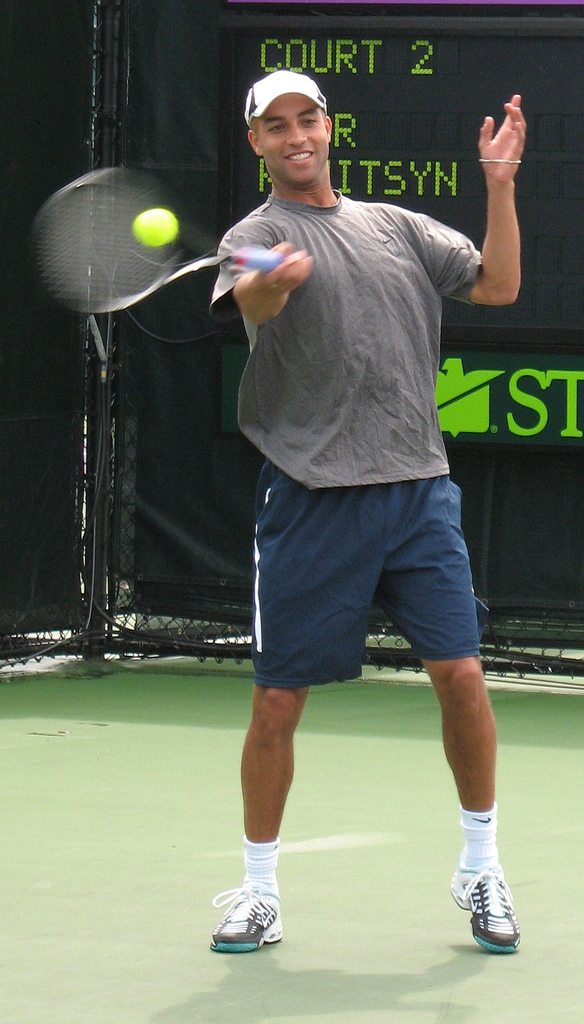
Blake trenujący do turnieju w Miami, 2007

Sezon Blake rozpoczął od zwycięstwa w Sydney, pokonując w finałowym meczu Carlosa Moyę 6:3, 5:7, 6:1. W Melbourne uzyskał IV rundę. Wyeliminował Carlosa Moyę, Alexa Kuznetsova i Robby’ego Ginepriego; przegrał z Fernando Gonzálezem. Pod koniec stycznia swój kolejny finał Blake zanotował w Delray Beach. W finałowym meczu przegrał z Xavierem Malissem 7:5, 4:6, 4:6.
Podczas amerykańskich turniejów ATP Masters Series Blake odpadł w III rundzie w Indian Wells, a w Miami na II etapie.
Sezon na kortach ziemnych Amerykanin zaczął od półfinału w Houston. Pogromcą Blake’a w meczu o finał był Mariano Zabaleta. w Rzymie przegrał swój mecz w II rundzie, z kolei w Hamburgu w III fazie turnieju. Z wielkoszlemowego Rolanda Garrosa Blake odpadł w I rundzie po porażce z Ivo Karloviciem.
Na nawierzchni trawiastej Amerykanin osiągnął w połowie czerwca ćwierćfinał turnieju w Halle, przegrywając z Niemcem Philippem Kohlschreiberem, natomiast w Wimbledonie doszedł do III rundy, eliminując Igora Andriejewa i Andrei Pavela, a przegrywając z Juanem Carlosem Ferrero.
W połowie sierpnia, na nawierzchni twardej, Blake awansował do finału w Los Angeles. Mecz o tytuł przegrał z Radkiem Štěpánkiem 6:7(7), 7:5, 2:6. W Indianapolis doszedł do ćwierćfinału, a w Montrealu odpadł w II rundzie. Swój drugi finał singlowy w turniejach ATP Masters Series Blake zagrał w Cincinnati, eliminując m.in. Juana Carlosa Ferrero i Nikołaja Dawydienkę. W finale uległ Rogerowi Federerowi przegrywając 1:6, 4:6. W turnieju Pilot Pen Tennis w New Haven Amerykanin odniósł dziesiąte zawodowe zwycięstwo. W finale pokonał w dwóch setach 7:5, 6:4 Mardy’ego Fisha. W US Open swój udział w turnieju Blake zakończył na IV rundzie. Pokonał Michaela Russella, Fabrice’a Santoro i Stefana Koubka, a przegrał 6:4, 4:6, 6:3, 0:6, 6:7(4) z Tommym Haasem.
Na początku października Amerykanin uzyskał półfinał w Sztokholmie. Spotkanie, którego stawką był finał przegrał z Thomasem Johanssonem. W swoim kolejnym starcie, na kortach twardych w Bazylei, doszedł do finału w konkurencji debla, tworząc parę z Markiem Knowlesem. Mecz finałowy zakończył się przegraną Blake’a i Knowlesa z Bobem i Mikiem Bryanami. Ostatni turniej w sezonie rozegrał w Paryżu (hala Bercy). Blake odpadł z rywalizacji w III fazie po przegranym meczu z Francuzem Richardem Gasquetem.
Na koniec roku Blake został sklasyfikowany jako nr 13. w rankingu światowym z dwoma wygranymi turniejami.

### Sezon 2008
Podczas Australian Open Blake doszedł do ćwierćfinału, przegrywając w nim z Federerem. W Delray Beach awansował do finału, w którym przegrał z Japończykiem będącym poniżej dwusetnego miejsca w rankingu ATP, Keim Nishikorim 6:3, 1:6, 4:6. W połowie lutego Amerykanin osiągnął ćwierćfinał turnieju w San José, w którym nie sprostał Robby’emu Ginepri’emu.
W turniejach ATP Masters Series rozgrywanych w marcu w Indian Wells i Miami Blake kończył swój udział na ćwierćfinałach, za każdym razem przegrywając z Rafaelem Nadalem.
W kwietniu Amerykanin osiągnął finał turnieju w Houston, rewanżując się Nishikoriemu w I rundzie za porażkę w Delray Beach. W meczu o tytuł ostatecznie został pokonany przez Marcela Granollersa 4:6, 6:1, 5:7. W Rzymie awansował do ćwierćfinału, przegrywając potem ze Stanislasem Wawrinką po trzysetowej walce. Z kolei w Hamburgu odpadł w II rundzie wyeliminowany przez Serba Janko Tipsarevicia. Wielkoszlemowy Roland Garros zakończył na II rundzie, pokonany przez Ernestsa Gulbisa.
Na trawiastych kortach w Halle Blake doszedł do półfinału. Mecz o finał przegrał z Philippem Kohlschreiberem. Na Wimbledonie, po zwycięstwie w I rundzie nad Christophe’em Rochusem, przegrał w następnie z Rainerem Schüttlerem.
Rozgrywki w Indianapolis Amerykanin zakończył na półfinale, po przegranym meczu z Dmitrijem Tursunowem. W Toronto osiągnął ćwierćfinał, w którym nie sprostał Nicolasowi Kiefer, a w Cincinnati odpadł w III rundzie, ponownie pokonany przez Ernestsa Gulbisa. W US Open tenisista amerykański odpadł w III rundzie, po wyeliminowaniu Donalda Younga i Steve’a Darcisa; przegrał w trzech setach z Mardym Fishem.
W sierpniu Blake zagrał na igrzyskach olimpijskich w Pekinie, gdzie w ćwierćfinale pokonał pierwszy raz w karierze Rogera Federera. W półfinałowym spotkaniu nie sprostał Fernando Gonzálezowi przegrywając 6:4, 5:7, 9:11, a w meczu o brązowy medal uległ wynikiem 3:6, 6:7(4) Novakowi Đokoviciowi.
W październiku, podczas rozgrywek w Bazylei, Amerykanin awansował do ćwierćfinału, w którym musiał uznać wyższość Feliciano Lópeza. W Paryżu (hala Bercy) awansował do półfinału, w którym przegrał 4:6, 3:6 z Jo-Wilfriedem Tsongą.
Rok 2008 Amerykanin ukończył na 10. miejscu rankingu ATP.

### Sezon 2009

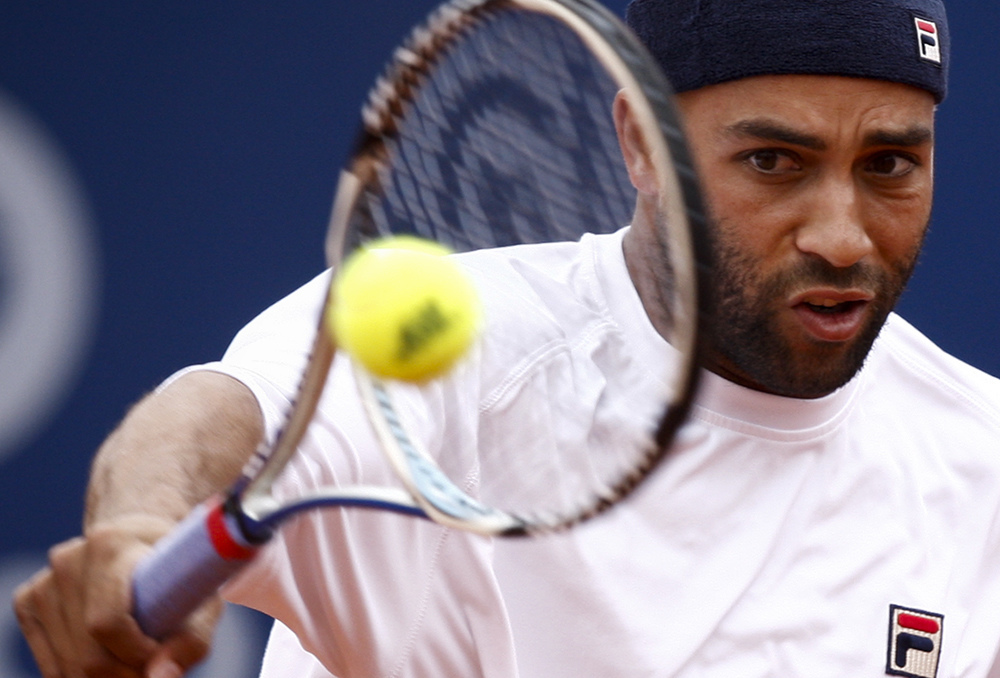
James Blake podczas turnieju w Estoril, 2009

Blake sezon rozpoczął od dojścia do IV rundy w Australian Open, gdzie uległ 4:6, 4:6, 6:7(3) Jo-Wilfriedowi Tsondze. Na początku lutego, po pokonaniu m.in. Sama Querreya, awansował do półfinału imprezy w San Josè. Mecz o finał przegrał z Mardym Fishem.
Rozgrywki w Indian Wells Amerykanin zakończył na II rundzie wyeliminowany przez Fernando Gonzáleza, natomiast w Miami odpadł w III fazie rywalizacji po przegranym meczu z Tomášem Berdychem.
Okres gry na kortach ziemnych Blake rozpoczął od przegranej w I rundzie w Rzymie. Pierwszy w roku finał Blake osiągnął w portugalskim Estoril, pokonując po drodze Nikołaja Dawydienkę. Mecz finałowy przegrał z Hiszpanem Albertem Montañésem 7:5, 6:7(6), 0:6. W Madrycie odpadł w III rundzie po porażce z Rogerem Federerem. Na Rolandzie Garrosie Blake został pokonany już w I rundzie przez Leonardo Mayera.
Drugi w sezonie finał z udziałem Amerykanina miał miejsce na trawiastych kortach Queen’s Clubu. W finale spotkał się z faworytem gospodarzy, Andym Murrayem, który pokonał Blake’a 7:5, 6:4. Podczas Wimbledonu odpadł w I rundzie, a pogromcą Blake’a był Włoch Andreas Seppi.
W turniejach Legg Mason Tennis Classic i Rogers Cup w Waszyngtonie i Montrealu nie wystąpił. Przedostatni turniej poprzedzający US Open, w Cincinatti, Blake rozpoczął, a zarazem i zakończył w I rundzie, przegrywając z Rosjaninem Igorem Kunicynem 6:7(5), 7:6(5), 4:6. Na nowojorskich kortach US Open doszedł do III rundy. W pierwszych dwóch spotkaniach pokonywał swoich rywali w trzech setach. W pojedynku o IV fazę turniejową zmierzył się z Tommym Robredo, z którym przegrał 6:7(2), 4:6, 4:6.
Jesienią, podczas turniejów ATP World Tour Masters 1000, w Szanghaju i Paryżu, Blake przegrywał w II rundach z Rafaelem Nadalem i Andym Murrayem.
Rok zakończył na 44. miejscu w rankingu ATP Entry.

### Sezon 2010

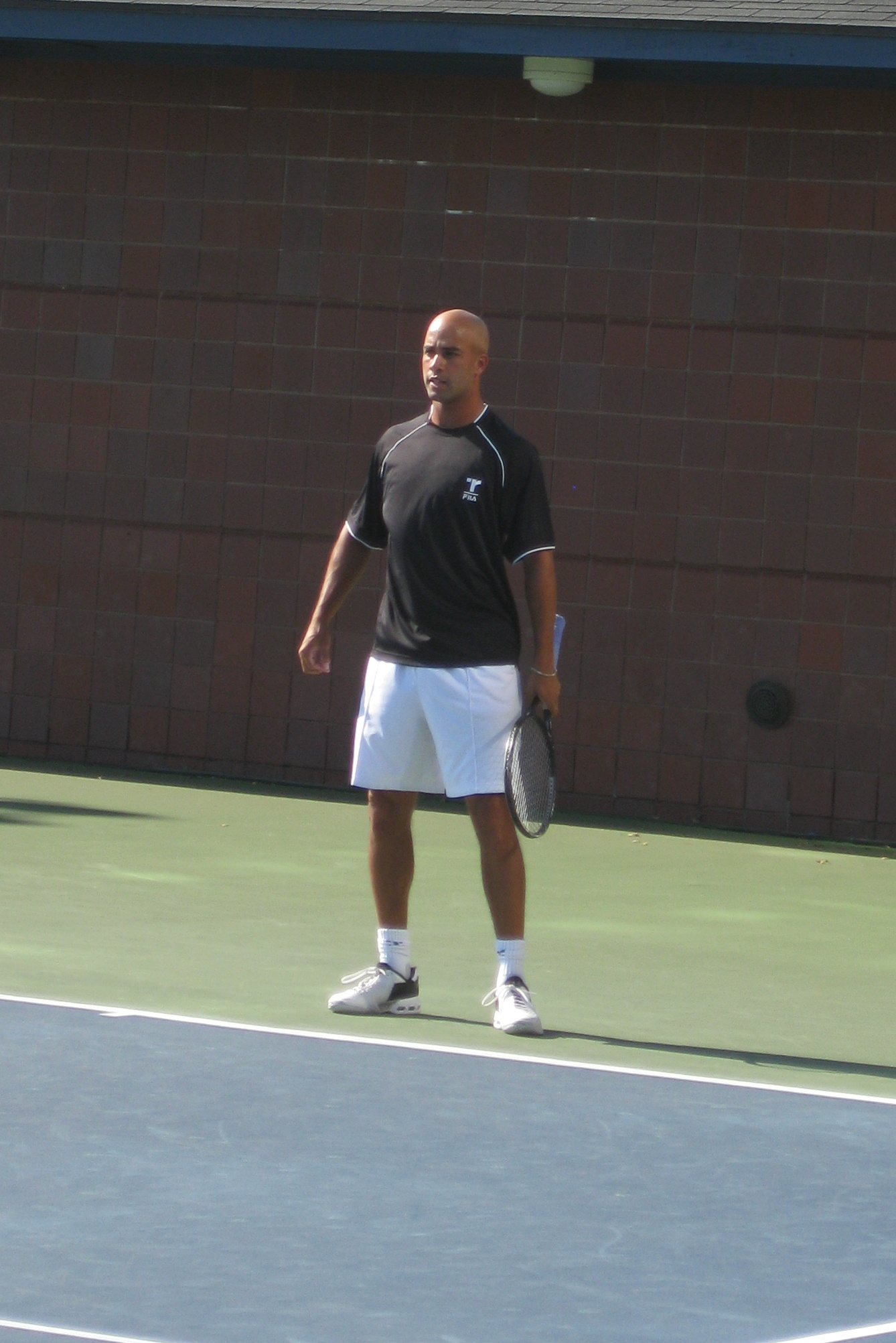
Blake przygotowujący się do US Open, 2010

Sezon 2010 Blake zainaugurował od występu w Brisbane, gdzie doszedł do ćwierćfinału. Amerykanin w I rundzie pokonał Sama Querreya, a w kolejnej rundzie Marca Gicquela. Pojedynek o półfinał przegrał z Gaëlem Monfilsem. Pierwszy w sezonie wielkoszlemowy turniej, Australian Open, rozpoczął od zwycięstwa w trzech setach nad Arnaudem Clément. W następnej rundzie rozegrał pojedynek z rozstawionym z Juanem Martínem del Potro. Mecz trwał blisko 4 godziny i 20 minut i zakończył się porażką Blake’a w setach 2:3 (4:6, 7:6(3), 7:5, 3:6, 8:10). Pod koniec lutego Amerykanin dotarł do ćwierćfinału w Delray Beach, gdzie mecz o półfinał przegrał z Ivo Karloviciem.
W marcu Blake doszedł do III rundy turnieju w Indian Wells, pokonując m.in. Davida Ferrera; przegrał z Nicolásem Almagro. W Miami odpadł z rywalizacji na II etapie po porażce z Brazylijczykiem Thomazem Belluccim.
W połowie kwietnia Blake doznał kontuzji kolana, która wykluczyła go z gry na blisko sześć tygodni, przez co nie wystąpił na Rolandzie Garrosie. Do gry powrócił w połowie czerwca, podczas turnieju na nawierzchni trawiastej w Eastbourne, jednak przegrał tam w I rundzie z Julienem Benneteau 6:7(3), 5:7. Również w I rundzie Blake odpadł podczas Wimbledonu ponosząc porażkę z Robinem Haasem.
Na kortach twardych w Los Angeles Amerykanin otrzymał od organizatorów dziką kartę, dzięki czemu nie musiał przechodzić eliminacji do turnieju głównego. W I rundzie pokonał Leonardo Mayera, a następnie Benjamina Beckera. Pojedynek o półfinał przegrał w trzech setach z Feliciano Lópezem. Podczas US Open Amerykanin grał z dziką kartą. W I rundzie pokonał w trzech setach Kristofa Vliegena, a w dalszej rundzie po czterosetowym pojedynku Petera PoLansky’ego. Mecz o 1/8 finału rozegrał z Novakiem Đokoviciem. Serb wygrał mecz bez straty seta. Po turnieju na nowojorskich kortach Blake ogłosił, że zamierza na dłuższy czas zawiesić grę w tenisa. Do gry Amerykanin powrócił w połowie października w Sztokholmie, gdzie osiągnął ćwierćfinał, eliminując po drodze m.in. rozstawionego Thomaza Bellucciego. Pojedynek o półfinał imprezy Blake przegrał z Jarkko Nieminenem. Następnie Amerykanin wziął udział w turnieju na kortach w Wiedniu, przegrywając jednak w I rundzie z Łukaszem Kubotem.
Rok Blake ukończył poza czołową setką rankingu – na 137. pozycji.

### Sezon 2011
Swój pierwszy turniej w 2011 roku Blake rozegrał w lutym, podczas rywalizacji w San José, dochodząc do II rundy. Wyeliminował Jessego Levine’a, a następnie przegrał z późniejszym mistrzem rozgrywek Milosem Raonicem. Kolejny start Blake’a miał miejsce w Memphis, gdzie ponownie awansował do II rundy. Najpierw pokonał Ricarda Mello, a w kolejnej fazie nie sprostał kwalifikantowi Robertowi Kendrickowi. Pod koniec lutego Amerykanin wziął udział w zawodach w Delray Beach, odpadając na II etapie. W I fazie wygrał z Benjaminem Beckerem, a w dalszej uległ Keiemu Nishikoriemu.
W połowie marca Blake otrzymał „dziką kartę” na turniej ATP World Tour Masters 1000 w Indian Wells. W I rundzie wyeliminował Chrisa Guccione’a, a w pojedynku o III rundę został pokonany przez Andy’ego Roddicka. W zawodach rozgrywanych w Miami Amerykanin osiągnął III rundę, po zwycięskich meczach z Michaelem Russellem oraz rozstawionym z Thomazem Belluccim. Spotkanie o IV rundę Blake przegrał z Novakiem Đokoviciem. W kwietniu Blake wystartował po raz pierwszy od blisko sześciu lat w turnieju kategorii ATP Challenger Tour, w Tallahassee dochodząc do finału. Spotkanie o finał imprezy przegrał z Donaldem Youngiem.
Na początku maja Amerykanin wystartował w zawodach ATP Challenger Tour w Sarasocie, gdzie tenisiści rywalizowali na zielonej mączce. Blake wygrał zawody, eliminując wcześniej Donalda Younga, natomiast finałowy mecz zakończył się wynikiem 6:2, 6:2 dla Blake’a z Alexem Bogomolovem Jr. Tydzień po tym turnieju Amerykanin wziął udział w imprezie tej samej rangi w Savannah. Blake odpadł z rywalizacji w ćwierćfinale po porażce z Michaelem Russellem. W czerwcu Amerykanin wystartował na Wimbledonie, gdzie odpadł w I rundzie po pięciosetowym meczu z Markosem Pagdatisem. Następnie Amerykanin wziął udział w zawodach challengerowych rozgrywanym w Winnetce. Turniej zakończył się zwycięstwem Blake’a, który w finale wygrał z Bobbym Reynoldsem.
US Open Series Blake rozpoczął od startu w Atlancie, gdzie odpadł z rywalizacji w II rundzie. Ten sam wynik Amerykanin powtórzył w Los Angeles, natomiast podczas turnieju w Waszyngtonie doszedł do III rundy, po wcześniejszym wyeliminowaniu m.in. obrońcy tytułu, Davida Nalbandiana. Spotkanie o ćwierćfinał zakończyło się porażką Blake’a z Johnem Isnerem. W połowie sierpnia Blake wziął udział w zawodach rozgrywanych w Cincinnati dochodząc do III rundy, w której został pokonany przez Rogera Federera. Na US Open Blake wyeliminował w I rundzie Jessego Hutę Galunga, po czym przegrał z Davidem Ferrerem.
Jesienią, na początku października, amerykański tenisista zagrał w zawodach ATP Challenger Tour w Sacramento, docierając do finału, gdzie uległ Ivo Karloviciowi. Następnie Blake wystartował w rozgrywkach szczebla ATP World Tour w Sztokholmie, gdzie osiągnął półfinał, po przejściu zwycięsko rywalizacji m.in. z Juanem Martínem del Potro. Pojedynek o awans do finału Blake przegrał z Jarkko Nieminenem.
Sezon Blake zakończył na 59. miejscu w zestawieniu ATP.

### Sezon 2012
Pierwszy turniej w sezonie z udziałem Blake’a odbył się w połowie lutego w Memphis. Blake odpadł z rywalizacji I rundzie po porażce z Ryanem Sweetingiemi. W następnym miesiącu Blake zagrał w Miami, przegrywając w I rundzie z Nikołajem Dawydienką.
W połowie kwietnia, na ziemnych kortach w Houston, Blake wywalczył szósty tytuł deblowy w karierze, a dokonał tego z Samem Querreyem. W finale pokonali parę Treat Huey oraz Dominic Inglot 7:6(14), 6:4.
Podczas Rolanda Garrosa Blake odpadł w I rundzie pokonany przez Michaiła Jużnego. Również na I rundzie Amerykanin zakończył swój udział na Wimbledonie, gdzie odpadł z Benjaminem Beckerem. Na początku sierpnia w trakcie turnieju w Waszyngtonie Blake dotarł po raz pierwszy w sezonie do ćwierćfinału, po wygranych z Pablo Andújarem i Marco Chiudinellim. Spotkanie o awans do dalszej rundy Blake przegrał z Ołeksandrem Dołhopołowem. We wrześniu Blake zagrał na US Open dochodząc do III rundy, eliminując po drodze Lukáša Lacko oraz Marcela Granollersa. W meczu III rundy Blake nie sprostał Milosowi Raonicowi.
Na początku października Blake wygrał rozgrywki ATP Challenger Tour w Sacramento, po pokonaniu w finale 6:1, 1:6, 6:4 Mischę Zvereva. Ostatni w sezonie start Amerykanina miał miejsce w rozgrywkach tej samej rangi w Tiburonie, gdzie odpadł w ćwierćfinale po porażce ze Zverevem.
Rok Blake zakończył na 129. miejscu w rankingu ATP.

### Sezon 2013

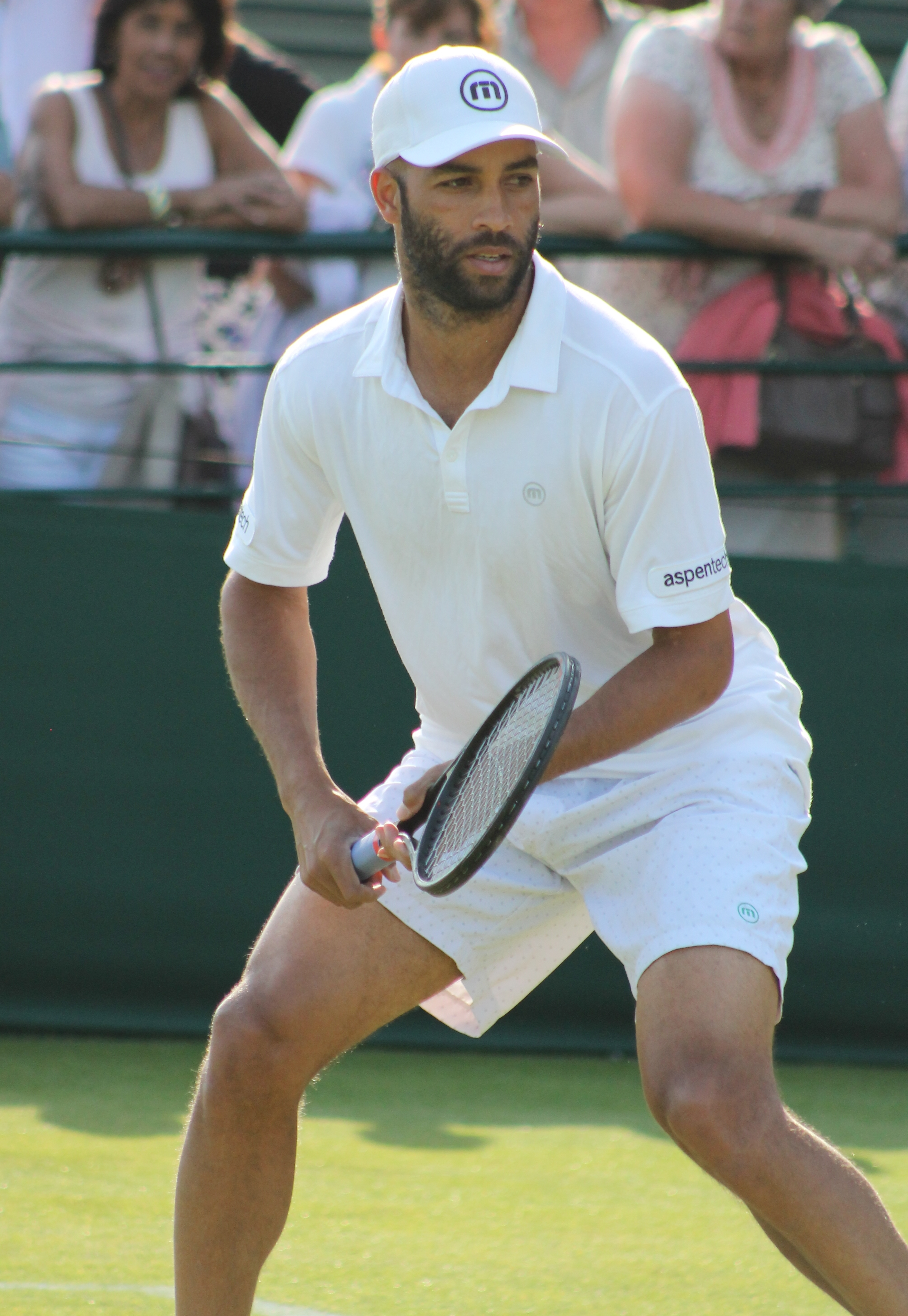
Blake podczas Wimbledonu, 2013

Na początku roku Blake wystąpił w kwalifikacjach do Australian Open, przegrywając w II rundzie z Donaldem Youngiemm. Na początku lutego zawodnik amerykański zagrał w rozgrywkach ATP Challenger Tour w Dallas, gdzie odpadł w półfinale po porażce z Robbym Gineprim. Pod koniec tego samego miesiąca Blake zagrał w Memphis. Z turnieju gry pojedynczej został wyeliminowany w II rundzie przez Jacka Socka, natomiast w grze podwójnej awansował do finału, w parze z Sockiem. Spotkanie o tytuł tenisiści przegrali 1:6, 2:6 z Bobem i Mikiem Bryanami. Po turnieju w Memphis Blake zagrał w Delray Beach, dochodząc do kolejnego finału w deblu. Razem z Sockiem, pokonali w pojedynku o tytuł 6:4, 6:4 Maksa Mirnego i Horię Tecău.
Pod koniec maja Blake zagrał na Rolandzie Garrosie, ponosząc porażkę w I rundzie z Viktoren Troickim.
Podczas sezonu trawiastego Blake najpierw wystartował w Eastbourne, skutecznie przechodząc przez kwalifikacje. W drabince głównej został wyeliminowany w I rundzie przez Alberta Ramosa. Wimbledon Amerykanin zakończył na II rundzie, gdzie po raz pierwszy od 2009 roku, po czterech kolejnych porażkach, przeszedł I rundę, eliminując Thiemo de Bakkera. W następnej rundzie uległ Bernardowi Tomiciowi.
Pod koniec lipca Blake awansował do ćwierćfinału w Atlancie, ponosząc porażkę z Johnem Isnerem.
Dnia 26 sierpnia ogłosił, że US Open będzie ostatnim turniejem w jego karierze. Dwa dni później został wyeliminowany z gry pojedynczej w I rundzie przez Ivo Karlovica, po porażce 7:6(2), 6:3, 4:6, 6:7(2), 6:7(2).

### Rozgrywki drużynowe
(Puchar Davisa i Puchar Hopmana)
W reprezentacji USA w Pucharze Davisa Blake zadebiutował w 2001 roku przeciwko Indiom. Blake wygrał swoje oba spotkania.
W 2002 roku doszedł z zespołem do półfinału rozgrywek grając głównie jako deblista w parze z Toddem Martinem. W edycji z 2003 roku wystąpił w I rundzie przeciwko Chorwacji, która pokonała Amerykanów 4:1.
W 2005 zagrał w I rundzie przeciwko Belgom, a w 2006 awansował z reprezentacją do półfinału. W tej fazie rywalami Jankesów byli Rosjanie, którzy wygrali rywalizację 3:2. Blake ze swoich dwóch meczów wygrał jeden z Maratem Safinem 7:5, 7:6(4).
W roku 2007 Amerykanie wygrali całą rywalizację pokonując w finale Rosję. Blake oba swoje mecze zakończył zwycięstwem, pokonując Michaiła Jużnego oraz Dmitrija Tursunowa.
W 2008 roku reprezentował swój kraj w I rundzie i w ćwierćfinale. W 2009 doszedł z reprezentacją do ćwierćfinału, w którym Amerykanie zostali pokonani przez Chorwację 2:3, z czego oba swoje pojedynki Blake przegrał.
W Pucharze Hopmana, nieoficjalnych mistrzostwach drużyn mieszanych, Amerykanin zwyciężył dwukrotnie. W roku 2003 razem z Sereną Williams doszedł do finału, eliminując w fazie grupowej Hiszpanię, Uzbekistan oraz Belgię. W rundzie finałowej rywalami Amerykanów byli Australijczycy w składzie: Lleyton Hewitt, Alicia Molik. Blake pokonał w grze pojedynczej Hewitta 6:3, 6:4, a w deblu wspólnie z Sereną Williams wygrał z australijską parą 6:3, 6:2. Końcowy wynik rywalizacji to 3:0 dla Stanów Zjednoczonych.
W edycji Pucharu Hopmana z roku 2004 osiągnął z Lindsay Davenport kolejny finał, w którym pokonali zespół Słowacji. Blake w tej rundzie przegrał swoje spotkanie z Karolem Kučerą 6:4, 4:6, 6:7, a w deblu pokonał z Davenport parę Daniela Hantuchová-Karol Kučera 6:2, 6:3. Wcześniej Davenport pokonała Hantuchovą, dzięki czemu tytuł zdobyli tenisiści z Ameryki Północnej.

### Styl gry
Blake był tenisistą praworęcznym, wykonującym jednoręczny backhand. Cechowała go agresywna, ofensywna gra zza linii końcowej. Słynął z silnego i precyzyjnego forehandu, uważanego za jeden z najlepszych w tenisie. Przy returnie wcześniej składał się niż inni zawodnicy do uderzenia, co powodowało, że przeciwnik miał mniej czasu na powrotne odbicie. Jednak taka gra obciążona była ryzykiem, gdyż często odbijał piłki w taśmę lub aut. Od przyjścia w roku 2009 nowego trenera, Blake zaczął częściej grać techniką serwis-wolej (serve&volley).

## Życie prywatne
Jego ojciec, Thomas Reynolds Blake (zmarł w lipcu 2004 z powodu choroby nowotworowej), był Afroamerykaninem. Jego matka, Betty (Walker), urodziła się w Oxfordshire w Anglii i wyemigrowała z rodziną do USA, gdy miała 16 lat; po śmierci męża przeprowadziła się do Anglii. Blake ma również rodzeństwo: Thomasa, który w przeszłości był tenisistą zawodowym najwyżej sklasyfikowanym w rankingu ATP w listopadzie 2002 na pozycji nr 141. w rankingu deblowym oraz Chrisa i Howarda. James wychował się w Fairfield w Connecticut.
Blake związany jest z Emily Snider, którą poślubił w listopadzie 2012 roku. Na uroczystości obecni byli m.in. Andy Roddick, Mardy Fish, John Isner oraz Sam Querrey. Jednak zanim para zawarła związek małżeński, dnia 11 czerwca 2012 roku urodziła im się córeczka Riley Elizabeth.
Pierwszy raz z tenisem Blake zetknął się w wieku 5 lat, a kiedy miał 20 lat rozpoczął karierę zawodową. W roku 2005 otrzymał nagrodę ESPY za powrót do światowej czołówki tenisa. W roku 2007 wydał książkę pt. „How I Lost Everything and Won Back My Life”, która opowiada o śmierci ojca tenisisty, załamania formy sportowej i powrotu do zawodowego Touru. Dla kariery tenisowej zrezygnował ze studiów na Harvardzie. Również próbował swoich sił jako model. Lubi grać w golfa, baseball oraz koszykówkę.
Jako tenisista zarobił łącznie 7 981 786 dolarów amerykańskich.

## Statystyki turniejowe

### Finały turnieju ATP World Tour Finals

#### Gra pojedyncza (0–1)
| Końcowy wynik | Rok  | Turniej  | Nawierzchnia  | Przeciwnik    | Wynik finału  |
| Finalista     | 2006 | Szanghaj | Twarda (hala) | Roger Federer | 0:6, 3:6, 4:6 |

### Finały turniejów ATP World Tour Masters 1000

#### Gra pojedyncza (0–2)
| Końcowy wynik | Rok  | Turniej      | Nawierzchnia | Przeciwnik    | Wynik finału  |
| Finalista     | 2006 | Indian Wells | Twarda       | Roger Federer | 5:7, 3:6, 0:6 |
| Finalista     | 2007 | Cincinnati   | Twarda       | Roger Federer | 1:6, 4:6      |

#### Gra podwójna (1–0)
| Końcowy wynik | Rok  | Turniej    | Nawierzchnia | Partner     | Przeciwnicy w finale       | Wynik finału |
| Zwycięzca     | 2002 | Cincinnati | Twarda       | Todd Martin | Mahesh Bhupathi Maks Mirny | 7:5, 6:3     |

### Finały w turniejach ATP World Tour

#### Gra pojedyncza (10–14)
| Legenda                                                  |
| Wielki Szlem (0–0)                                       |
| Igrzyska olimpijskie (0–0)                               |
| Tennis Masters Cup / ATP World Tour Finals (0–1)         |
| ATP Masters Series / ATP World Tour Masters 1000 (0–2)   |
| ATP International Series Gold / ATP World Tour 500 (0–1) |
| ATP International Series / ATP World Tour 250 (10–10)    |

| Wygrane według nawierzchni |
| Twarda (10–9)              |
| Ceglana (0–2)              |
| Trawiasta (0–3)            |
| Dywanowa (0–0)             |

| Końcowy wynik | Nr  | Data                 | Turniej                      | Nawierzchnia  | Przeciwnik          | Wynik finału     |
| Finalista     | 1.  | 24 lutego 2002       | Memphis                      | Twarda (hala) | Andy Roddick        | 4:6, 6:3, 5:7    |
| Finalista     | 2.  | 14 lipca 2002        | Newport                      | Trawiasta     | Taylor Dent         | 1:6, 6:4, 4:6    |
| Zwycięzca     | 1.  | 18 sierpnia 2002     | Waszyngton                   | Twarda        | Paradorn Srichaphan | 1:6, 7:6(5), 6:4 |
| Finalista     | 3.  | 25 sierpnia 2003     | Long Island                  | Twarda        | Paradorn Srichaphan | 2:6, 4:6         |
| Finalista     | 4.  | 7 sierpnia 2005      | Waszyngton                   | Twarda        | Andy Roddick        | 5:7, 3:6         |
| Zwycięzca     | 2.  | 28 sierpnia 2005     | New Haven                    | Twarda        | Feliciano López     | 3:6, 7:5, 6:1    |
| Zwycięzca     | 3.  | 16 października 2005 | Sztokholm (1)                | Twarda (hala) | Paradorn Srichaphan | 6:1, 7:6(6)      |
| Zwycięzca     | 4.  | 14 stycznia 2006     | Sydney (1)                   | Twarda        | Igor Andriejew      | 6:2, 3:6, 7:6(3) |
| Zwycięzca     | 5.  | 5 marca 2006         | Las Vegas                    | Twarda        | Lleyton Hewitt      | 7:5, 2:6, 6:3    |
| Finalista     | 5.  | 19 marca 2006        | Indian Wells                 | Twarda        | Roger Federer       | 5:7, 3:6, 0:6    |
| Finalista     | 6.  | 18 czerwca 2006      | Londyn                       | Trawiasta     | Lleyton Hewitt      | 4:6, 4:6         |
| Zwycięzca     | 6.  | 23 lipca 2006        | Indianapolis                 | Twarda        | Andy Roddick        | 4:6, 6:4, 7:6(5) |
| Zwycięzca     | 7.  | 1 października 2006  | Bangkok                      | Twarda (hala) | Ivan Ljubičić       | 6:3, 6:1         |
| Zwycięzca     | 8.  | 15 października 2006 | Sztokholm (2)                | Twarda (hala) | Jarkko Nieminen     | 6:4, 6:2         |
| Finalista     | 7.  | 19 listopada 2006    | Tennis Masters Cup, Szanghaj | Twarda (hala) | Roger Federer       | 0:6, 3:6, 4:6    |
| Zwycięzca     | 9.  | 13 stycznia 2007     | Sydney (2)                   | Twarda        | Carlos Moyá         | 6:3, 5:7, 6:1    |
| Finalista     | 8.  | 4 lutego 2007        | Delray Beach                 | Twarda        | Xavier Malisse      | 7:5, 4:6, 4:6    |
| Finalista     | 9.  | 22 lipca 2007        | Los Angeles                  | Twarda        | Radek Štěpánek      | 6:7(7), 7:5, 2:6 |
| Finalista     | 10. | 19 sierpnia 2007     | Cincinnati                   | Twarda        | Roger Federer       | 1:6, 4:6         |
| Zwycięzca     | 10. | 25 sierpnia 2007     | New Haven                    | Twarda        | Mardy Fish          | 7:5, 6:4         |
| Finalista     | 11. | 17 lutego 2008       | Delray Beach                 | Twarda        | Kei Nishikori       | 6:3, 1:6, 4:6    |
| Finalista     | 12. | 20 kwietnia 2008     | Houston                      | Ceglana       | Marcel Granollers   | 4:6, 6:1, 5:7    |
| Finalista     | 13. | 10 maja 2009         | Estoril                      | Ceglana       | Albert Montañés     | 7:5, 6:7(5), 0:6 |
| Finalista     | 14. | 14 czerwca 2009      | Londyn                       | Trawiasta     | Andy Murray         | 5:7, 4:6         |

#### Gra podwójna (7–3)
| Legenda                                                  |
| Wielki Szlem (0–0)                                       |
| Igrzyska olimpijskie (0–0)                               |
| Tennis Masters Cup / ATP World Tour Finals (0–0)         |
| ATP Masters Series / ATP World Tour Masters 1000 (1–0)   |
| ATP International Series Gold / ATP World Tour 500 (0–2) |
| ATP International Series / ATP World Tour 250 (6–1)      |

| Wygrane według nawierzchni |
| Twarda (4–2)               |
| Ceglana (3–0)              |
| Trawiasta (0–0)            |
| Dywanowa (0–1)             |

| Końcowy wynik | Nr | Data                 | Turniej      | Nawierzchnia    | Partner       | Przeciwnicy w finale              | Wynik finału        |
| Zwycięzca     | 1. | 11 sierpnia 2002     | Cincinnati   | Twarda          | Todd Martin   | Mahesh Bhupathi Maks Mirny        | 7:5, 6:3            |
| Zwycięzca     | 2. | 9 marca 2003         | Scottsdale   | Twarda          | Mark Merklein | Mark Philippoussis Lleyton Hewitt | 6:4, 6:7(2), 7:6(5) |
| Zwycięzca     | 3. | 15 lutego 2004       | San José     | Twarda (hala)   | Mardy Fish    | Rick Leach Brian MacPhie          | 6:2, 7:5            |
| Zwycięzca     | 4. | 18 kwietnia 2004     | Houston      | Ceglana         | Mardy Fish    | Rick Leach Brian MacPhie          | 6:3, 6:4            |
| Zwycięzca     | 5. | 2 maja 2004          | Monachium    | Ceglana         | Mark Merklein | Julian Knowle Nenad Zimonjić      | 6:2, 6:4            |
| Finalista     | 1. | 26 lutego 2006       | Memphis      | Twarda (hala)   | Mardy Fish    | Chris Haggard Ivo Karlović        | 6:0, 5:7, 5–10      |
| Finalista     | 2. | 28 października 2007 | Bazylea      | Dywanowa (hala) | Mark Knowles  | Bob Bryan Mike Bryan              | 1:6, 1:6            |
| Zwycięzca     | 6. | 14 kwietnia 2012     | Houston      | Ceglana         | Sam Querrey   | Treat Huey Dominic Inglot         | 7:6(14), 6:4        |
| Finalista     | 3. | 24 lutego 2013       | Memphis      | Twarda (hala)   | Jack Sock     | Bob Bryan Mike Bryan              | 1:6, 2:6            |
| Zwycięzca     | 7. | 3 marca 2013         | Delray Beach | Twarda          | Jack Sock     | Maks Mirny Horia Tecău            | 6:4, 6:4            |

### Osiągnięcia w turniejach Wielkiego Szlema i ATP World Tour Masters 1000 (gra pojedyncza)
| Turniej                     | 1999                   | 2000                   | 2001                   | 2002                   | 2003                   | 2004                   | 2005                   | 2006                   | 2007                   | 2008                   | 2009         | 2010         | 2011         | 2012         | 2013         | Wygrane turnieje | Bilans w turnieju |
| Wielki Szlem                | Wielki Szlem           | Wielki Szlem           | Wielki Szlem           | Wielki Szlem           | Wielki Szlem           | Wielki Szlem           | Wielki Szlem           | Wielki Szlem           | Wielki Szlem           | Wielki Szlem           | Wielki Szlem | Wielki Szlem | Wielki Szlem | Wielki Szlem | Wielki Szlem | Wielki Szlem     | Wielki Szlem      |
| --------------------------- | ---------------------- | ---------------------- | ---------------------- | ---------------------- | ---------------------- | ---------------------- | ---------------------- | ---------------------- | ---------------------- | ---------------------- | ------------ | ------------ | ------------ | ------------ | ------------ | ---------------- | ----------------- |
| Australian Open             | –                      | –                      | –                      | 2R                     | 4R                     | 4R                     | 2R                     | 3R                     | 4R                     | QF                     | 4R           | 2R           | –            | –            | –            | 0 / 9            | 21–9              |
| French Open                 | –                      | –                      | –                      | 2R                     | 2R                     | –                      | 2R                     | 3R                     | 1R                     | 2R                     | 1R           | –            | –            | 1R           | 1R           | 0 / 9            | 6–9               |
| Wimbledon                   | –                      | –                      | –                      | 2R                     | 2R                     | –                      | 1R                     | 3R                     | 3R                     | 2R                     | 1R           | 1R           | 1R           | 1R           | 2R           | 0 / 11           | 8–11              |
| US Open                     | 1R                     | –                      | 2R                     | 3R                     | 3R                     | –                      | QF                     | QF                     | 4R                     | 3R                     | 3R           | 3R           | 2R           | 3R           | 1R           | 0 / 13           | 25–13             |
| Wygrane turnieje            | 0 / 1                  | –                      | 0 / 1                  | 0 / 4                  | 0 / 4                  | 0 / 1                  | 0 / 4                  | 0 / 4                  | 0 / 4                  | 0 / 4                  | 0 / 4        | 0 / 3        | 0 / 2        | 0 / 3        | 0 / 3        | 0 / 42           | N/A               |
| Bilans spotkań              | 0–1                    | –                      | 1–1                    | 5–4                    | 7–4                    | 3–1                    | 6–4                    | 10–4                   | 8–4                    | 8–4                    | 5–4          | 3–3          | 1–2          | 2–3          | 1–3          | N/A              | 59–42             |
| ATP World Tour Finals       |                        |                        |                        |                        |                        |                        |                        |                        |                        |                        |              |              |              |              |              |                  |                   |
| ATP World Tour Finals       | –                      | –                      | –                      | –                      | –                      | –                      | –                      | F                      | –                      | –                      | –            | –            | –            | –            | –            | 0 / 1            | 3–2               |
| ATP World Tour Masters 1000 |                        |                        |                        |                        |                        |                        |                        |                        |                        |                        |              |              |              |              |              |                  |                   |
| Indian Wells                | –                      | 1R                     | –                      | 1R                     | QF                     | QF                     | 3R                     | F                      | 3R                     | QF                     | 3R           | 3R           | 2R           | –            | 2R           | 0 / 12           | 23–12             |
| Miami                       | –                      | –                      | –                      | 4R                     | 3R                     | 1R                     | 2R                     | QF                     | 2R                     | QF                     | 3R           | 2R           | 3R           | 1R           | 3R           | 0 / 12           | 17–12             |
| Monte Carlo                 | –                      | –                      | –                      | 1R                     | 2R                     | –                      | –                      | –                      | –                      | –                      | –            | –            | –            | –            | –            | 0 / 2            | 1–2               |
| Madryt                      | –                      | –                      | –                      | 1R                     | 1R                     | –                      | –                      | 2R                     | 2R                     | 2R                     | 3R           | –            | –            | –            | –            | 0 / 6            | 2–6               |
| Rzym                        | –                      | –                      | –                      | QF                     | 1R                     | 1R                     | –                      | 1R                     | 2R                     | QF                     | 1R           | –            | –            | –            | –            | 0 / 7            | 6–7               |
| Montreal/Toronto            | –                      | –                      | –                      | 2R                     | 2R                     | –                      | –                      | 2R                     | 2R                     | QF                     | –            | –            | –            | –            | –            | 0 / 5            | 6–4               |
| Cincinnati                  | –                      | –                      | 3R                     | 2R                     | 3R                     | –                      | 1R                     | 2R                     | F                      | 3R                     | 1R           | 1R           | 3R           | 2R           | 2R           | 0 / 12           | 16–12             |
| Szanghaj                    | Nie ATP Masters Series | Nie ATP Masters Series | Nie ATP Masters Series | Nie ATP Masters Series | Nie ATP Masters Series | Nie ATP Masters Series | Nie ATP Masters Series | Nie ATP Masters Series | Nie ATP Masters Series | Nie ATP Masters Series | 2R           | –            | –            | –            | –            | 0 / 1            | 1–1               |
| Paryż                       | –                      | –                      | –                      | 2R                     | 2R                     | –                      | 2R                     | 3R                     | 3R                     | SF                     | 2R           | –            | –            | –            | –            | 0 / 7            | 8–7               |
| Hamburg                     | –                      | –                      | –                      | 1R                     | 1R                     | –                      | –                      | 3R                     | 3R                     | 2R                     | NMS          | NMS          | NMS          | NMS          | NMS          | 0 / 5            | 3–5               |
| Wygrane turnieje            | –                      | 0 / 1                  | 0 / 1                  | 0 / 9                  | 0 / 9                  | 0 / 3                  | 0 / 4                  | 0 / 8                  | 0 / 8                  | 0 / 8                  | 0 / 7        | 0 / 3        | 0 / 3        | 0 / 2        | 0 / 3        | 0 / 69           | N/A               |
| Bilans spotkań              | –                      | 0–1                    | 2–1                    | 9–9                    | 9–9                    | 4–3                    | 4–4                    | 13–8                   | 10–7                   | 13–8                   | 6–7          | 3–3          | 5–3          | 1–2          | 4–3          | N/A              | 83–68             |
| Ranking na koniec sezonu    |                        |                        |                        |                        |                        |                        |                        |                        |                        |                        |              |              |              |              |              |                  |                   |
|                             | 219                    | 212                    | 73                     | 28                     | 37                     | 97                     | 23                     | 4                      | 13                     | 10                     | 44           | 135          | 59           | 127          | 153          | N/A              | N/A               |

Legenda
     W, wygrał turniej
     F, przegrał w finale
     SF, przegrał w półfinale
     QF, przegrał w ćwierćfinale
     4R, 3R, 2R, 1R przegrał w IV, III, II, I rundzie
     RR, odpadł w fazie grupowej
     –, nie startował w turnieju głównym